# 金武バイパス
金武バイパス（きんバイパス）は、沖縄県国頭郡金武町の中川区から渡慶頭原までの国道329号のバイパスである。

## 概要
現道が交通安全上危険なため1991年に事業化、1994年から用地買収を開始し、1995年に着工。2019年3月30日に全線開通。

### 路線データ
- 区間・国頭郡金武町字金武中川 - 渡慶頭原
- 実延長・5.6km
- 道路規格・第3種2級
- 設計速度・60km/h（制限速度は50km/h）
- 車線数・2車線

## 地理

### 通過する自治体
- 沖縄県
  - 国頭郡金武町